# Marmite

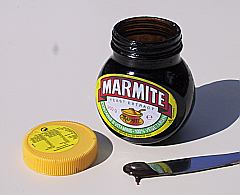
Una confezione di Marmite

Marmite (AFI: [ˈmɑːɹmaɪt]) è il nome di una crema spalmabile prodotta inizialmente nel Regno Unito e successivamente in Sudafrica. Ne viene anche prodotta una variante in Australia e in Nuova Zelanda. Si spalma sui toast ed è a base di estratto di lievito, ottenuto dal processo di produzione della birra.

## Caratteristiche
Di colore scuro, ha una consistenza appiccicosa, un odore intenso e un sapore caratteristico, che arriva a polarizzare l'opinione dei consumatori tra estimatori e detrattori; per questo gli inglesi utilizzano, in riferimento al prodotto, il popolare slogan «love it or hate it» (amalo o odialo).
Si trova abitualmente nei supermercati, confezionata in barattolo; dal 2017 è disponibile anche in Italia. Viene molto utilizzata dai vegetariani.
Si tratta di uno degli alimenti più ricchi in umami.

## Varianti

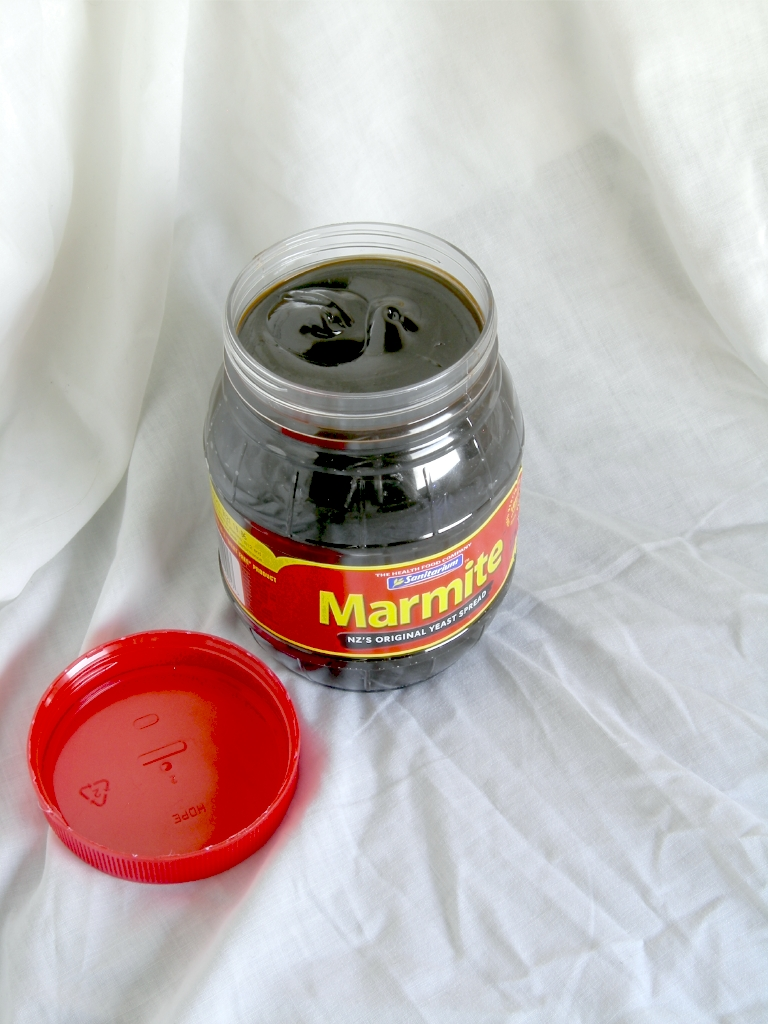
Una confezione di Marmite neozelandese

Con lo stesso nome in Nuova Zelanda e Australia viene commercializzato da un'altra azienda un prodotto più dolce, leggermente differente nella composizione. Negli stessi paesi viene prodotta la Vegemite, un'altra crema dalle simili caratteristiche.
In Svizzera viene prodotta la Cenovis, un'altra variante.
In Italia un prodotto simile è fabbricato dall'azienda Bovis e commercializzato in barattoli da 150 g.